# الأنوميانية

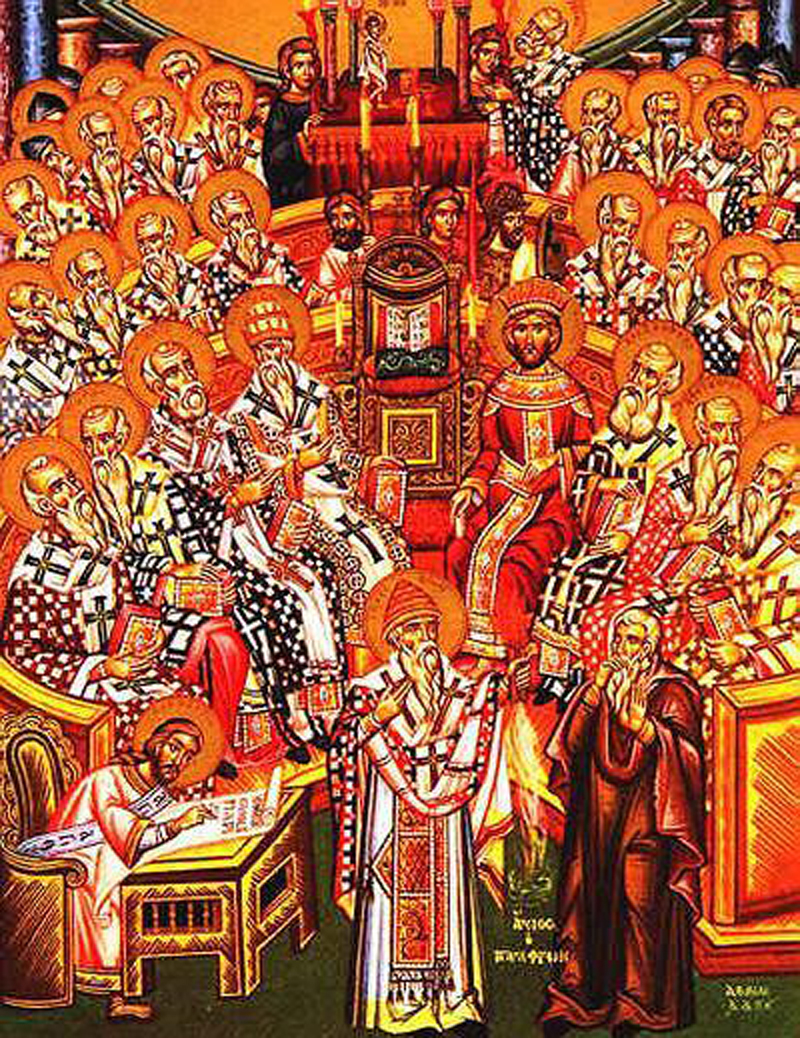

الأنوميانية في القرن الرابع المسيحي، كانت طائفة أيدت شكل متطرف من المذهب الأريوسي، ورفضت التشابه بين طبيعة يسوع المسيح، والله الآب كما ذهب إلى ذلك أشباه الأريوسيين التشابهيين (الهوميان) (بالإنجليزية: homoiousian)‏.
كلمة أنوميان "anomoean" أتت من اليونانية من كلمتي (ἀ(ν بمعنى «ليس» وكلمة ὅμοιος بمعنى «متشابه»: وعلى هذا الأساس يكون المعنى «مختلف؛ مختلف». في القرن الرابع، خلال فترة حكم قنسطانطيوس الثاني، كان هذا هو الاسم الذي تميز به أتباع أيتيوس وأونوميوس كطائفة لاهوتية. يطلق عليهم أيضا مصطلح "heterousian" وهو مشتق من اليونانية ἑτεροούσιος (باللاتينية heterooúsios) بمعنى «اختلاف الجوهر»، والمصطلح مشتق من الكلمة اليونانية ἕτερος (باللاتينية héteros) بمعنى «آخر» والكلمة اليونانية οὐσία (باللاتينية ousía) بمعنى «الجوهر، الوجود».
أشباه الآريوسيين أدانوا الأنوميان في مجمع سلوقيا، وأدان الأنومويون أشباه الآريوسيين بدورهم في مجمعي القسطنطينية وأنطاكية؛ قاموا بمحو كلمة ὅμοιος بمعنى المتشابه من قرارت مجمع ريميني وقرارات مجمع القسطنطينية واحتجوا بأن الكلمة ليس لها جوهر مختلف فحسب، بل وإرادة مختلفة عن إرادة الآب. ولذلك أطلق عليهم ἀνόμοιοι (غير المتشابه).
في القرن الخامس، كتب القسيس الأنوموي فيلوستورجيوس تاريخاً أنوميانياً للكنيسة.

## أعلام من الطائفة الأنوميانية
- أيتيوس الأنطاكي الذي أسس التقليد الأنومياني، أصبح أسقفا فيما بعد (361 – ؟).[4] [5]
- ثيودولوس، أسقف شاريتابا (؟ – ج 363) وفلسطين (ج 363 – ج.379).[6] [7]
- أونوميوس، أسقف Cyzicus (360 – 361) والأسقف المنفي (361 – 393 ج).[8]
- بايمنيوس، أسقف القسطنطينية، (حوالي 363، في نفس الوقت مثل أيودوكيوس الأنطاكي).[9]
- كانديدوس (أسقف ليديا)، (ج 363 – ؟).
- أريانوس، أسقف إيونيا، (ج 363 – ؟).
- فلورنتيوس، أسقف القسطنطينية، (363 – ؟ ، في نفس الوقت مثل أيودوكيوس الأنطاكي).
- Thallus، أسقف ليسبوس، (363 – ؟ ، في نفس الوقت مثل أيودوكيوس الأنطاكي).
- إيفرونيوس، أسقف غلاطية والبحر الأسود وكابادوكيا (سي 363 – ؟).
- جوليان، أسقف كيليكيا، (ج 363 – ؟).
- سيرا، ستيفن، وهليودوروس، أساقفة من مصر، (حوالي 363 – ؟).
- فيلوستورجيوس، مؤرخ.

## خصوم الأنوميانية البارزون
- باسيليوس القيصري، أسقف قيصرية، ومؤلف كتاب «ضد أونوميوس» .
- غريغوريوس النزينزي، رئيس أساقفة القسطنطينية، كاتب وخطيب غزير الإنتاج. الخطبة اللاهوتية الأولى. خطاب أولي ضد الأنوميانية.
- غريغوريوس النيصي، أسقف بلدة نيصص وشقيق باسيل من قيصرية. ضد أونوميوس (12 كتابًا) والإجابة على كتاب أونوميوس الثاني .